# Puerto deportivo

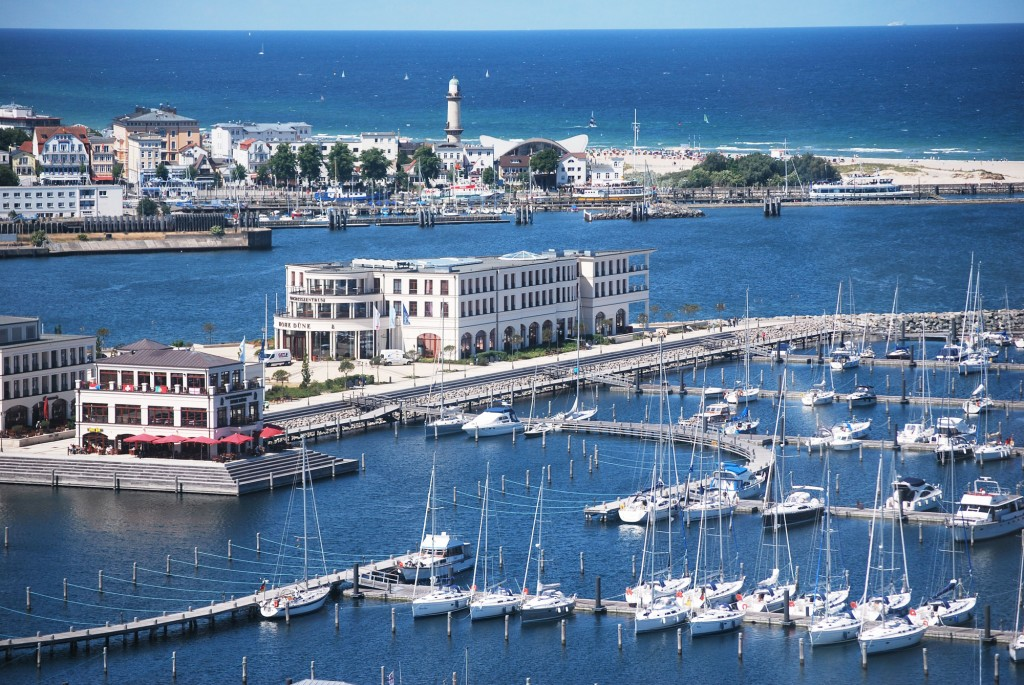
Marina Yachthafenresidenz Hohe Düne, Rostock.

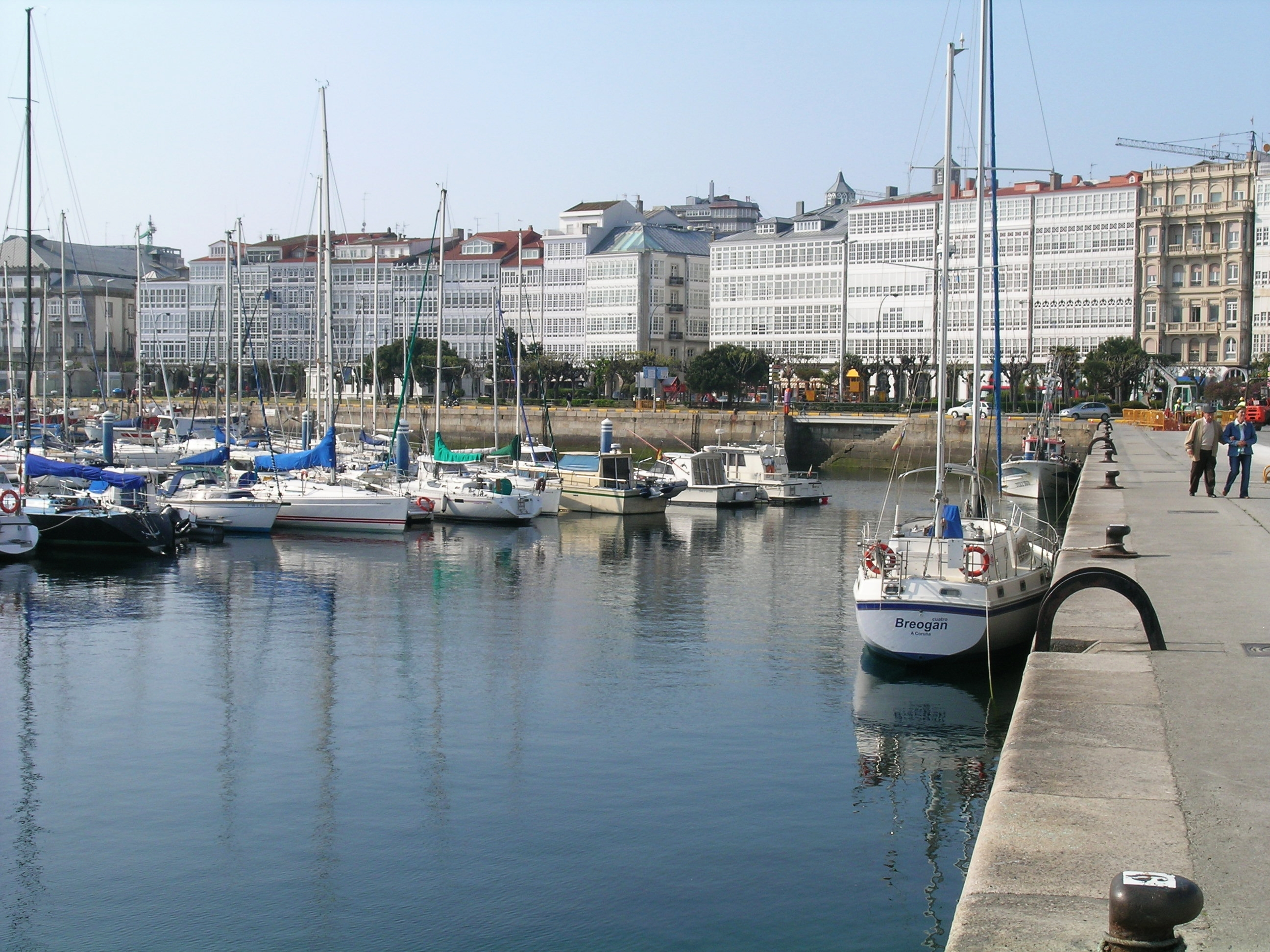
Puerto Deportivo de La Coruña, en España.

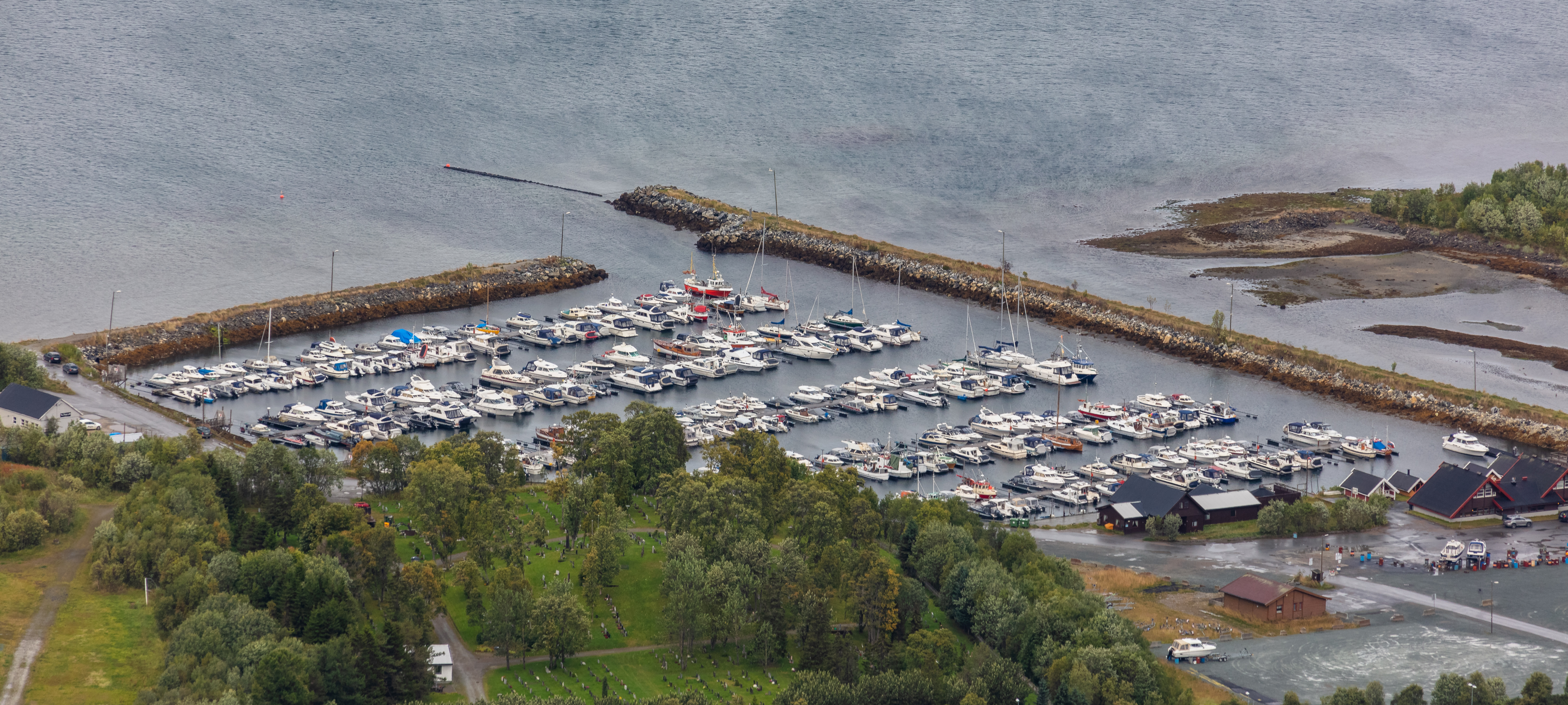
Marina de Tromsø, Noruega.

Un puerto deportivo o marina es un puerto dedicado exclusivamente a embarcaciones de recreo, en la costa (puerto marítimo) o en las orillas de un río (puerto fluvial o interior). 
Tiene pantalanes y estructuras para proveer de amarre seguro a los yates y puede incorporar servicios como tomas de agua y electricidad e instalaciones como duchas y aseos, lavandería, hielo y máquina de bebidas frías, botiquín, servicio de reparto de correspondencia a embarcaciones en tránsito, y surtidor de combustible.

## España
- Puerto Banús
- Puerto Sherry
- Puerto Balís
- Puerto Portals
- Marina Deportiva de Alicante
- Marina Real Juan Carlos I
- Marina Yates del Principado
- Puerto de Sotogrande
- Puerto Olímpico de Barcelona

## Uruguay
- Puerto de Punta del Este, en el Departamento de Maldonado.